# Salvador Gonçalves, senhor de Góis
Salvador Gonçalves (m. depois de 1172) foi um nobre e cavaleiro medieval do Reino de Portugal e senhor de Góis  que esteve presenta na corte entre 1154 e 1172.

## Relações familiares
Foi filho de Gonçalo Dias o Cid e de Maria Anaia, filha de Anião da Estrada. Casou com D.N. Mendes, filha de Médo Affonso de Refóioss e de Gontinha Paes da Silva, de quem teve:
1. Pedro Salvadores de Góis,[1] senhor de Góis casou com Maria Nunes, filha de Nuno Esposado.[1]